# کریس، قلمرو پایتختی استرالیا
کریس (به انگلیسی: Crace) یک حومه شهر در استرالیا است که در قلمرو پایتختی استرالیا واقع شده‌است.